# Kis (chef magyar)
Pour les articles homonymes, voir Kis.
Kis, Kys, Kisa ou Kich (en serbe : Kiš) est le nom d'un chef tribal magyar du Xe siècle qui mena une expédition dans les Balkans. Son existence est incertaine et il est connu qu'à travers la chronique d'un prêtre anonyme de Dioclée (Presbyter Diocleas), rédigée après le XIIe siècle.

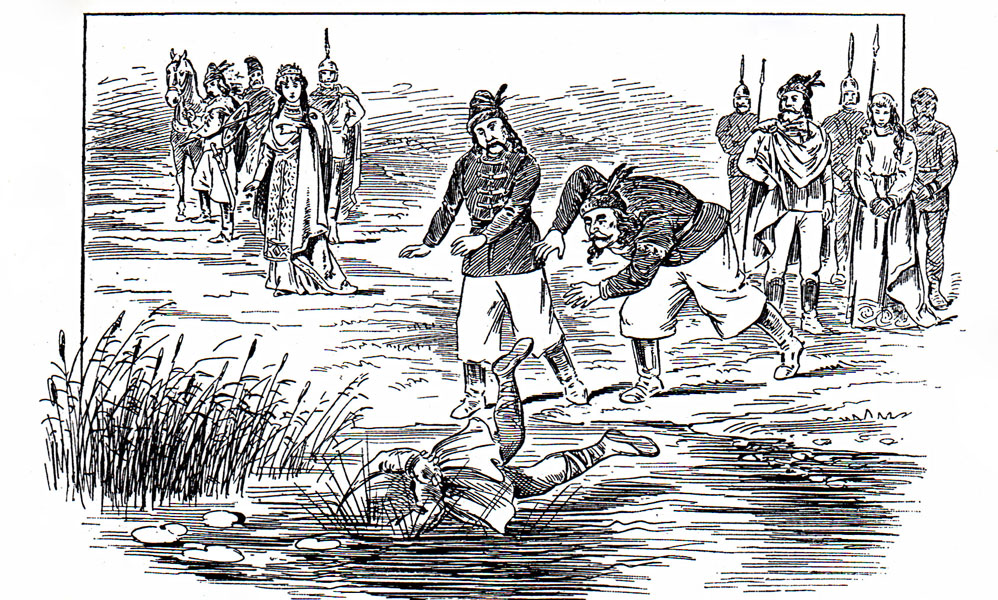
Časlav, jeté dans la Save par les Magyars (illustration serbe du XIXe siècle).

Qualifié par le prêtre de Dioclée de « prince hongrois » (princeps Ungarinorum), Kis mena une expédition de pillage en Bosnie sous le règne du roi serbe Časlav. Ce dernier rassembla alors une armée et vint à la rencontre du chef magyar près de la rivière Drina. La bataille débuta et les Magyars furent battus. Kis, poursuivi par un certain Tihomir, prince de Rascie, fut tué et décapité, et sa tête fut rapporté au souverain serbe. « Ce jour-là, dira le prêtre de Dioclée, mourut une multitude de Hongrois près du lieu nommé Cvilin ce qui signifie le « gémissement du bétail ». C’est exactement ainsi que pleurnichaient les Hongrois, quand on les tuait comme des porcs ; et l’endroit où fut tué le prince Kis s'appelle de nos jours Kiskovo. ».
Le prêtre de Dioclée raconte que, lorsque l'épouse de Kis apprit la mort de son mari, elle alla voir le Grand-Prince des Magyars (Taksony ?) et demanda une armée pour venger sa mort. Disposant d’une troupe nombreuse, elle se mit à la recherche du roi Časlav et le trouva en Syrmie. Durant la nuit, alors que le roi serbe ne se doutait de rien, les Magyars firent irruption dans son campement et le capturèrent avec tous ses parents : l'épouse de Kis ordonna alors de les jeter pieds et poings liés dans la Save.
Selon l'historien serbe Vladimir Ćorović, ces évènements se déroulèrent vers 960.

## Sources primaires
- Prêtre de Dioclée (Presbyter Diocleas), Regnum Sclavorum, XXIII.

## Sources secondaires
- (sr) Vladimir Ćorović, « Srbi između Vizantije, Hrvatske i Bugarske », Istorija srpskog naroda.